# برنار ماریس
برنار ماریس (انگلیسی: Bernard Maris; ۲۳ سپتامبر ۱۹۴۶ – ۷ ژانویهٔ ۲۰۱۵) یک اقتصاددان، روزنامه‌نگار، و نویسنده اهل فرانسه بود. او از سهامداران مجله طنز شارلی ابدو بود که در ژانویه ۲۰۱۵ در تیراندازی در دفتر شارلی ابدو به قتل رسید.
از فیلم‌ها یا برنامه‌های تلویزیونی که وی در آن نقش داشته‌است می‌توان به فیلم سوسیالیسم اشاره کرد. وی همچنین برنده جوایزی همچون شوالیه لژیون دونور شده‌است.